# Neus Colomer i Sànchez
Neus Colomer Sànchez (Palamós, 30 de juliol de 1979) és una activista política vinculada al catalanisme independentista, principalment des del món local i, especialment, des de Palafrugell, on hi resideix des de 2005.
Va iniciar la seva participació activa a finals de 2009 com membre de la Coordinadora comarcal del Baix Empordà per a la consulta sobre la independència, col·laborant en la celebració de la consulta a Palafrugell el 28 de febrer de 2010. Arran d'això es va implicar en política, primer breument a l'agrupació de Palafrugell de Convergència Democràtica de Catalunya i seguidament va involucrar-se en el projecte polític de Solidaritat Catalana per la Independència. A les eleccions al Parlament de Catalunya de 2010 va ocupar el lloc número 8 de la candidatura de Solidaritat Catalana per la Independència per la província de Girona. Posteriorment, va ser escollida secretària d'imatge i comunicació de l'executiva de la coalició a Girona. Per les eleccions municipals de 2011, va intentar crear la secció local del partit, sense reeixir. I va abandonar el projecte quan aquella coalició es va escindir al març de 2011.
Va reprendre l'activisme al 2012, creant la territorial de Palafrugell de l'Assemblea Nacional Catalana, una de les territorials fundacionals, de la que en va ser secretària fins al desembre de 2014. Durant aquest període, a més d'impulsar el procés d'independència de Catalunya mitjançant diverses activitats culturals i presència als mitjans de comunicació, cal destacar l'esforç per dur el Correllengua a Palafrugell en les edicions de 2012, 2013 i 2014. Fruit d'aquestes activitats, va ser guardonada com a Palafrugellenca de l'any, el 16 de desembre de 2012. Després de deixar el càrrec de secretària, continua l'activisme vinculada com a sòcia de l'ANC, amb articles d'opinió a la premsa i en la campanya de Junts pel Sí de les eleccions al Parlament de Catalunya del 2015.
Des de 2017, és membre de la junta gestora d'Òmnium Cultural del Baix Empordà. I, en les eleccions celebrades a la Bisbal d'Empordà el 28 d'abril de 2018, és elegida presidenta de la secció comarcal d'Òmnium Cultural del Baix Empordà.